# Saison 1968-1969 du MC Alger
 (septembre 2022).
Si vous disposez d'ouvrages ou d'articles de référence ou si vous connaissez des sites web de qualité traitant du thème abordé ici, merci de compléter l'article en donnant les références utiles à sa vérifiabilité et en les liant à la section « Notes et références ».
 (septembre 2022).
- Si vous ne connaissez pas le sujet, laissez ce bandeau (vous pouvez alors contacter les auteurs).
- Si vous supprimez le contenu mis en cause (vous pouvez préalablement contacter les auteurs),

argumentez précisément cette suppression dans la page de discussion
(un manque de référence n'est pas un argument ; une recherche réelle de référence doit avoir été effectuée, être formellement documentée).
Cet article traite la saison 1968-1969 du Mouloudia d'Alger. Les matchs se déroulent essentiellement en Championnat d'Algérie de football 1968-1969, mais aussi en Coupe d'Algérie de football 1968-1969.

## Le MCA retrouve l'élite
Le MC Alger quitte la  D2 où il est resté 3 saisons. Le retour du Mouloudia en nationale-une avec une nouvelle génération de joueurs comme Betrouni, Kaoua, Bachi et autre Tahir fut en force, la preuve il termine la saison 1968/1969 en 4e position avec 46 pts.

## 4e Championnat national 1 1968-1969 (2è participation)

### Résultats
| Division 1 Journée 1 | MC Saïda | 2-2 | MC Alger | Saïda |  |
|                      |          |     |          |       |  |

| Division 1 Journée 2 | MC Alger | 1-1 | NA Hussein Dey | Bologhine |  |
|                      |          |     |                |           |  |

| Division 1 Journée 3 | ES Setif | 2-0 | MC Alger | Stade Mohamed Guessab  |
|                      |          |     |          | Arbitrage : Bencheriet |

| Division 1 Journée 4 | MC Alger | 2-1 | MC Oran | Bologhine            |
|                      |          |     |         | Arbitrage : Chekaimi |

| Division 1 Journée 5 | ES Guelma | 2-3 | MC Alger | Guelma |  |
|                      |           |     |          |        |  |

| Division 1 Journée 6 | MC Alger | 0-1 | CR Belcourt | Bologhine           |
|                      |          |     |             | Arbitrage : Khelifi |

| Division 1 Journée 7 | MC Alger | 4-1 | USM Annaba | Bologhine |  |
|                      |          |     |            |           |  |

| Division 1 Journée 8 | JS Jijel | 0-0 | MC Alger | Jijel |  |
|                      |          |     |          |       |  |

| Division 1 Journée 9 | MC Alger | 1-0 | USM Bel-Abbès | Bologhine              |
|                      |          |     |               | Arbitrage : Ali Khodja |

| Division 1 Journée 10 | MC Alger | 2-0 | RC Kouba | Bologhine |  |
|                       |          |     |          |           |  |

| Division 1 Journée 11 | ASM Oran | 1-0 | MC Alger | Stade Bouakeul |  |
|                       |          |     |          |                |  |

| Division 1 Journée 12 | MC Alger | 1-0 | MC Saïda | Bologhine           |
|                       |          |     |          | Arbitrage : Aït Ali |

| Division 1 Journée 13 | NA Hussein Dey | 0-1 | MC Alger | Zioui |  |
|                       |                |     |          |       |  |

| Division 1 Journée 14 | MC Alger | 2-1 | ES Setif | Bologhine |  |
|                       |          |     |          |           |  |

| Division 1 Journée 15 | MC Alger | 3-1 | ES Guelma | Bologhine          |
|                       |          |     |           | Arbitrage : Lekhal |

| Division 1 Journée 16 | MC Oran | 1-0 | MC Alger | Stade du 19 juin |  |
|                       |         |     |          |                  |  |

| Division 1 Journée 17 | CR Belcourt | 3-1 | MC Alger | El Annasser          |
|                       |             |     |          | Arbitrage : Chekaimi |

| Division 1 Journée 18 | USM Annaba | 3-0 | MC Alger | Annaba |  |
|                       |            |     |          |        |  |

| Division 1 Journée 19 | MC Alger | 0-2 | JS Jijel | Bologhine            |
|                       |          |     |          | Arbitrage : Mokhtari |

| Division 1 Journée 20 | USM Bel-Abbès | 2-0 | MC Alger | Stade des frères Amarouche |
|                       |               |     |          | Arbitrage : Lahmar         |

| Division 1 Journée 21 | RC Kouba | 4-2 | MC Alger | El Annasser |  |
|                       |          |     |          |             |  |

| Division 1 Journée 22 | MC Alger | 1-0 | ASM Oran | Bologhine            |
|                       |          |     |          | Arbitrage : Khelassi |

### Classement
| Place | Club           | Points | Joué | Victoire | Nul | Défaite | Buts pour | Buts contre | D i f f |
| ----- | -------------- | ------ | ---- | -------- | --- | ------- | --------- | ----------- | ------- |
| 1er   | CR Belcourt    | 52     | 22   | 13       | 4   | 5       | 42        | 22          | +20     |
| 2e    | MC Oran        | 50     | 22   | 12       | 4   | 6       | 35        | 16          | +19     |
| 3e    | USM Bel-Abbès  | 47     | 22   | 10       | 5   | 7       | 23        | 18          | +5      |
| 4e    | MC Alger       | 46     | 22   | 11       | 2   | 9       | 28        | 24          | +4      |
| 5e    | ES Guelma      | 44     | 22   | 10       | 2   | 10      | 31        | 35          | -1      |
| 6e    | HAMR Annaba    | 43     | 22   | 10       | 2   | 10      | 37        | 37          | -       |
| 7e    | RC Kouba       | 42     | 22   | 8        | 4   | 10      | 25        | 29          | -4      |
| 8e    | NA Hussein Dey | 42     | 22   | 7        | 6   | 9       | 28        | 36          | -8      |
| 9e    | ES Sétif       | 42     | 22   | 7        | 6   | 9       | 22        | 24          | -2      |
| 10e   | JS Djidjel     | 42     | 22   | 7        | 6   | 9       | 17        | 28          | -11     |
| 11e   | ASM Oran       | 39     | 22   | 6        | 5   | 11      | 13        | 24          | -11     |
| 12e   | MC Saïda       | 38     | 22   | 5        | 4   | 11      | 19        | 29          | -10     |

## Coupe d'Algérie
Le parcours du MC Alger en coupe d'Algérie 1968-1969 est :
| Coupe d'Algérie 1/32e de finale | MC Alger | 1-0 | USM Maringo | Blida |  |
|                                 |          |     |             |       |  |

| Coupe d'Algérie 1/16e de finale | MC Alger | 6-0 | AS Aïn M'lila | Bologhine |  |
|                                 |          |     |               |           |  |

| Coupe d'Algérie 1/8e de finale | MC Alger | 1-0 | CA Bordj Bou Arreridj | Stade Mohamed Guessab (Sétif) |  |
|                                |          |     |                       |                               |  |

| Coupe d'Algérie 1/4 de finale | MC Oran | 2-0 | MC Alger | Stade du 19 juin (Oran) |
|                               |         |     |          | Arbitrage : Benchriet   |